# Amšuvarman
Amšuvarman (v sanskrtu अंशुवर्मन/अंशुवर्मा, Aṃśuvarman/Aṃśuvarmā) byl přibližně v letech 605–621 nepálský král, který je řazen do dynastie Liččhaviů. Je spojován s otevřením obchodních tras do Tibetu. Jeho dcera, princezna Bhrkutí, byla manželkou Songcän Gampa, jednoho z nejvýznamnějších panovníků Tibetu. Bhrkutí je připisována zásluha na rozšíření buddhismu v Tibetu.
Počátek jeho vlády předchází nabytí královského titulu asi o deset let. Amšuvarman vládl jménem krále Šivadévy jako regent a v jehož výnosech je zmiňován jako vazal a náčelník klanu. V jednom z jeho vytesaných ediktů se nachází nejstarší dochované užití geografického názvu Nepál na jeho území v oslovení स्वस्ति नेपालेभ्यः, svasti nepālebhyaḥ – blaho Nepálcům.
Jako hinduista nejvíce uctíval boha Šivu a proto své nově vybudované sídlo pojmenoval podle toho Šivova: Kailásakutabhavana' – palác na hoře Kailás. Měl pověst učence, a připisuje se mu dílo o rétorice. Po Amšuvarmově smrti v 7. století severní Indii navštívil čínský poutník Süan-cang, který popisuje Amšuvarmana jako nadaného a talentovaného muže.
| Král Nepálu             | Král Nepálu          | Král Nepálu         |
| ----------------------- | -------------------- | ------------------- |
| Předchůdce: Šivadéva I. | 605 – 621 Amšuvarman | Nástupce: Udajadéva |